# Ángeles Espinosa
Ángeles Espinosa (Santo Domingo de la Calzada, 1963) es una periodista española, corresponsal en Dubái del diario El País.  

## Trayectoria
Licenciada en Ciencias de la Información por la Universidad Complutense de Madrid (UCM) y Máster en Relaciones Internacionales por la Universidad Johns Hopkins de Washington, Espinosa se especializó en el mundo árabe e islámico. Desde 2011 a 2022 fue la corresponsal en Dubái del diario El País. Antes, estuvo destinada en Teherán, Bagdad, El Cairo y Beirut. Durante sus años en la redacción, fue coordinadora de Oriente Próximo. Ha cubierto la guerra de Irán e Irak, las dos guerras de Estados Unidos contra Sadam Huseín, el bombardeo estadounidense de Afganistán, los conflictos de Líbano, Palestina y Yemen, y más recientemente la Primavera Árabe. 
Ha entrevistado a la mayoría de los jefes de Estado de la región, entre ellos el rey Abdalá bin Abdelaziz de Arabia Saudí, los presidentes iraníes Mahmud Ahmadineyad y Mohamed Jatamí, el afgano Hamid Karzai, el sirio Bashar al Assad y los depuestos Hosni Mubarak de Egipto y Ali Abdullah Saleh de Yemen.
En 2011, a raíz de una entrevista a Ahmad Montazerí el año anterior, Irán la expulsó de su territorio después de cinco años destinada en Teherán.

## Reconocimientos
Espinosa fue galardonada con el premio Ortega y Gasset de Periodismo en 2002 y 2003, y con el premio del Club Internacional de Prensa al mejor trabajo periodístico español en el extranjero en 2003. Además, en 2011 recibió el Premio Víctor de la Serna que otorga la Asociación de la Prensa de Madrid y en 2021 el XIV Premio Julio Anguita Parrado de Periodismo Internacional. También ha sido distinguida con la encomienda de la Orden del Mérito Civil.

## Obra
- 1994 – The US and Japan: Uncertain Prospects. SAIS.
- 2003 – Días de guerra. Diario de Bagdad. siglo XXI. ISBN 978-84-323-1142-0.[3]
- 2006 – El reino del desierto. Aguilar. ISBN  9788403011755.[4]
- 2018 – El tiempo de las mujeres: crónicas asiáticas. La Línea del Horizonte. ISBN 9788415958741.[5]